# Frauenberg (Euskirchen)
Frauenberg is een plaats in de Duitse gemeente Euskirchen, deelstaat Noordrijn-Westfalen, en telt 733 inwoners (2006).